# Then She Found Me
Then She Found Me (Cuando ella me encontró, en España; Cuando todo cambia, en Argentina, Chile, México y Perú; Reencuentro, en México, en 2009) es una película estadounidense de comedia-drama de 2007 dirigida por Helen Hunt. El guion, de la propia directora, de Alice Arlen y de Victor Levin, se basa muy vagamente en la novela de 1990 del mismo nombre, de Elinor Lipman. Marcó el debut de Hunt como cineasta.

## Argumento
April Epner, una mujer judía de 39 años, profesora de primaria de Brooklyn con convicciones religiosas profundas, se ve de pronto devastada por una serie de eventos sobre los cuales no tiene ningún control. Su esposo decide separarse; Trudy, su desagradable madre adoptiva, fallece el día siguiente, y muy poco después ella es contactada por Alan, representante de Bernice Graves, la extravagante conductora de un programa de entrevistas en la televisión que resulta ser su madre biológica.
Intrigada por la afirmación de Bernice de que fue concebida por el actor Steve McQueen, April se resiste inicialmente a aceptar una relación con ella. Mientras tanto, comienza a sentirse atraída por Frank, padre divorciado de uno de sus alumnos con quien ha estado conversando mucho tiempo por teléfono. En su primera cita, él la acompaña a una fiesta en el departamento de Bernice.
Las cosas se complican cuando April descubre que está embarazada, debido a que cometió la torpeza de tener sexo con Ben en el suelo de la cocina justo antes de que él se fuera. April siempre ha deseado ser madre y para ella es muy buena noticia, pero está confundida y enojada con el regreso repentino de Ben, el hecho de que Frank desapareció muy pronto y la insistencia de Bernice para tener una relación madre-hija. No ayuda la situación el hecho de que April descubre que Bernice la dio en adopción un año después de que nació y no tres días después por presión de sus padres, como inicialmente había afirmado. April termina por abortar y Freddy, su hermano, trata de apoyarla, pero finalmente ella debe confiar en su fe para lidiar con las traiciones de que ha sido objeto no solo de parte de aquellas personas en quienes confiaba sino incluso también de la divinidad a la que ella suele rezar.

## Producción
En los extras incluidos en el lanzamiento en DVD de la película, Helen Hunt comenta los diez largos años que le costaron llevar la novela original de Elinor Lipman a la pantalla. Después de haberla leído por primera vez, intentó interesar a numerosos estudios en la historia; al no lograrlo, decidió empezar a escribir el guion e intentar lograr el dinero necesario para producirla ella misma. Su amigo Matthew Broderick aceptó interpretar el papel relativamente pequeño de su marido, Ben, y su compromiso impulsó a Hunt a invitar a Bette Midler y a Colin Firth. Ambos quedaron impresionados por su pasión por el proyecto y acordaron trabajar por un salario mínimo. A pesar de que originalmente no tenía la intención de encarnar a April, en última instancia Hunt decidió interpretar ella misma el papel principal.[cita requerida]
Janeane Garofalo y Tim Robbins efectúan breves apariciones con sus propios nombres. El escritor Salman Rushdie interpreta al doctor Masani.[cita requerida]
La película se rodó en locaciones de Brooklyn, incluido el barrio costero de Gerritsen Beach y Manhattan. Los interiores se filmaron en los Steiner Studios, en Brooklyn Navy Yard.[cita requerida]
La banda sonora de la película incluye las canciones "For You", de Duncan Sheik; "In The Red", de Tina Dickow; "I'll Say I'm Sorry Now", de Shawn Colvin; "Naked As We Came", de Iron & Wine, y "Cool, Clear Water", de Bonnie Raitt.[cita requerida]
La película se estrenó en el Toronto International Film Festival, en el 2007. Se exhibió en numerosos festivales de cine durante el 2008, incluido el Palm Springs International Film Festival, el Portland International Film Festival, el Boulder Festival Internacional de Cine, el Cleveland International Film Festival , South by Southwest y el Ashland Independent Film Festival antes de su estreno comercial en Nueva York y Los Ángeles, el 25 de abril de 2008. Recaudó 72.594 dólares con nueve copias en su primer fin de semana. Su recaudación total en EE. UU. fue de 3.735.717 dólares y de 4.406.520 en el extranjero.

## Reparto
- Helen Hunt como April Epner.
- Bette Midler como Bernice Graves.
- Colin Firth como Frank.
- Matthew Broderick como Ben Green.
- Ben Shenkman como el Freddy Epner.
- Salman Rushdie como el doctor Masani.
- John Benjamin Hickey como Alan.
- Lynn Cohen como Trudy Epner.

## Crítica
- En Rotten Tomatoes, la película recibió prácticamente el mismo porcentaje de comentarios a favor y en contra. Algunos alabaron las actuaciones y a otros les pareció que el guion era débil y que había problemas técnicos.

- Stephen Holden, del New York Times, expresó que "Ms. Hunt aprovecha cualquier oportunidad para evitar to avoid easy comic shtick and cutesy-poo sentimentality in an effort to make her characters act and sound like real people . . . you can feel [her], both as director and actor, discarding sitcom conventions to shoot for something deeper and truer. And she achieves it, mostly through the shaded performances of Mr. Firth and Ms. Midler, as well as her own."[2]

- David Edwards, del Daily Mirror, on the other hand, said "the main problem is one of tone, the movie shifting between pale sitcom humour and sloppy romantic overtures, making for an uneven and unfulfilling experience."[3]

- Ruthe Stein, del San Francisco Chronicle, observed, "You would think that frontloading Then She Found Me with so much plot would make it play like a soap opera. But Hunt saves the movie from this fate in two ways. First she turns in a touchingly real performance, the best of her big-screen career. Forget that As Good as It Gets won her an Oscar. She's eons better and more realistic in this one . . . By directing Then She Found Me, Helen becomes its savior as well . . . Hunt knows when to rein in the Divine Miss M instead of allowing her to go into full Kabuki mode . . .[She] also coaxes pitch-perfect performances from Broderick and Firth."[4]

- Richard Roeper, del Ebert & Roeper, called the film "consistently mediocre" and said it "practically invites you to forget about it two days after you’ve seen it."[5]

- John Anderson, del Washington Post, disagreed, saying "Hunt directs a lot of this like a TV movie, and the music by the estimable David Mansfield is used to frog-march the film's emotional content, rather than letting it simply enhance the proceedings . . . Then She Found Me suffers from, if anything, a lack of pure confidence in the story, the actors or the audience."[6]

- Carina Chocano, de Los Angeles Times, called the film "unexpectedly sharp, light and appealing," "a testament to Hunt's skills behind the camera," and "a low-key, rather consoling fantasy deftly masquerading as way-we-live-now slice of life." Although she felt Hunt as April was a "slight casting misstep," she thought "all in all, Then She Found Me is a warm, entertaining and well-made little movie and an auspicious debut for Hunt the director."[7]

## Premios y nominaciones
Helen Hunt recibió el Premio de la Audiencia en el Festival Internacional de Cine de Palm Springs y el Premio Rogue en el Festival de Cine Independiente Ashland.[cita requerida]

## En DVD
La versión en DVD se estrenó en formato de pantalla anamórfica el 2 de septiembre del 2008. La pista de audio en inglés se presenta en Dolby Digital 5.1 Surround Sound, y hay subtítulos en inglés para personas con problemas de audición y en español. Esta versión incluye comentarios de la directora, una sección detrás de bastidores para conocer el proceso de la creación de la película, entrevistas con el reparto y los cortos originales.[cita requerida]